# João Neto
João André Pinto Neto (Coímbra, 28 de diciembre de 1981) es un deportista portugués que compitió en judo. Ganó una medalla de bronce en el Campeonato Mundial de Judo de 2003 y una medalla de oro en el Campeonato Europeo de Judo de 2008.

## Palmarés internacional
| Campeonato Mundial | Campeonato Mundial | Campeonato Mundial | Campeonato Mundial |
| Año                | Lugar              | Medalla            | Categoría          |
| ------------------ | ------------------ | ------------------ | ------------------ |
| 2003               | Osaka (Japón)      | Medalla de bronce  | –73 kg             |
| Campeonato Europeo |                    |                    |                    |
| Año                | Lugar              | Medalla            | Categoría          |
| 2008               | Lisboa (Portugal)  | Medalla de oro     | –81 kg             |